# 下座見
下座見（けざみ）とは江戸の見附に勤務した門番の下役である。通過する登城行列の鑑別を行った。
見附を通行する行列に対し家格や役職に応じた答礼を門番側が行う決まりになっていた。
この答礼準備のため門番側はいち早く行列の主を特定する必要に迫られた。このため行列の鑑別を行う下座見という専門職が誕生した。
熟練した下座見になると遠方より一瞥しただけで瞬時に誰の行列か特定できたという。
松浦静山の甲子夜話に収録されている本人の体験談によると、緊急事態に通常の行列とことなり数騎のみで駆け抜けた時にも下座見は彼を松浦藩藩主と認識し適切な答礼を指示したという。